# 大湳 (桃園市)
大湳，是台灣桃園市八德區的一個地名，位於該區東部。相較於今日行政區，其範圍大致包括大仁里、大明里、大湳里不含最北端、大發里、大強里南部中段、大和里、瑞興里最北端、大昌里不含西南部、大華里不含北端東側、大愛里不含西北端、大順里、大興里、大竹里、大安里、大信里不含東南部邊界地帶、瑞發里最東端。

## 位置
大湳位在八德區中心偏北之地區，於茄苳溪以東。大湳的地理位置較接近於桃園區商區，加上生活機能密切與台鐵桃園車站周邊地區結合，因此現今的大湳已是八德最繁華的市區，但大湳範圍界定並不明確。
廣義來說可指八德區建國路、和平路以北，國道二號以南，福國街、桃德路以東，東勇街以西，及桃園區國際路桃園大圳以南，這些範圍都可稱大湳。狹義來說可指建國路以北、大智路以南、福國街以東、忠勇街以西。

## 旅遊

### 文化資產
- 八德中正堂（歷史建築）

## 由來
其名因土地多湳田，地勢較低加上該區較多雨，使地表易積水，地面多水堀和爛泥 ；「湳」為閩南語發音，指易積水，地為鬆軟或泥濘，行人或牛隻會陷入泥濘的難走地區，便是此意得名。

## 水文
桃園大圳是從大湳介壽路和大智路口從地下水路轉變為開放式水路 

## 交通

### 國道
- 國道二號（桃園環線）
  - 大湳交流道

### 省道
- 台4線：桃園區－八德區－大溪區

### 捷運
桃園捷運在大湳設有如下路線及車站：
- █ 桃園捷運桃園捷運航空城線（全線規劃中）
  - G4大湳站（可轉乘三鶯線）
  - G5小大湳站

### 市區公車
- 桃園客運
  - GR2 桃園－八德區公所
  - 102 桃園－景雲新村
  - 103 桃園－華映公司(和平路)
  - 157 桃園－八德－新興高中
  - 201 八德－蘆竹
  - 502 台灣好行小烏來線景點接駁
  - 5000 桃園－至善高中
  - 5008 桃園－龍岡－中壢
  - 5010 桃園－仁美－中壢
  - 5011 桃園－竹巷－中壢
  - 5044 桃園－十一份－龍潭
  - 5053 桃園－九龍村－龍潭
  - 5053A 桃園－804醫院－龍潭
  - 5056 桃園－崎頂－石門水庫
  - 5060 桃園－榮民之家
  - 5090 桃園－上巴陵－林班口
  - 5096 桃園－更寮腳－大溪
- 統聯客運
  - 713 八德 - 捷運永寧站(經建國路和平路)
  - 715 八德 - 捷運永寧站(經介壽路義勇街)
  - 717 龍岡圓環 - 捷運永寧站

## 教育

### 國民中學
- 桃園市立大成國民中學

### 國民小學
- 桃園市八德區大成國民小學
- 桃園市八德區大勇國民小學（页面存档备份，存于）
- 桃園市八德區大安國民小學（页面存档备份，存于）
- 桃園市八德區大忠國民小學（页面存档备份，存于）
- 桃園市八德區大福國民小學（規劃中）

## 公家機關
- 四維派出所
- 大湳消防隊
- 八德區戶政事務所
- 八德國民運動中心
- 市立圖書館大湳分館
- 市立圖書館景雲分館

## 商業

### 賣場及餐廳
| 名稱           | 店別         | 地址                 | 備註 |
| -------------- | ------------ | -------------------- | ---- |
| 大潤發         | 八德店       | 介壽路二段148號      |      |
| 廣豐新天地     |              | 介壽路一段 728 號    |      |
| 家樂福         | 八德店       | 廣豐新天地內         |      |
| 彭園會館       |              | 廣豐新天地內         |      |
| 國賓影城       |              | 廣豐新天地內         |      |
| 石二鍋         |              | 家樂福美食街         |      |
| 特力屋         | 八德店       | 介壽路一段479號1F    |      |
| HOLA特力和樂   | 八德店       | 介壽路一段479號2F    |      |
| 韓國金香烤肉   |              | 義勇街13號           |      |
| 石頭日式燒肉   | 八德店       | 介壽路二段116號      |      |
| 寶雅生活館     | 桃園八德店   | 介壽路二段126號      |      |
| 美華泰         | 八德店       | 廣福路30號           |      |
| 康是美         | 桃園廣福店   | 廣福路42號1F         |      |
| 85度C咖啡蛋糕  |              | 介壽路一段796號      |      |
| 三商巧福       |              | 介壽路一段938號      |      |
| 屈臣氏         | 八德店       | 介壽路一段950、952號 |      |
| 摩斯漢堡       | 八德介壽店   | 介壽路一段962號      |      |
| 千葉火鍋       | 介壽尊爵店   | 介壽路二段136號      |      |
| 七彩雲南       | 八德店       | 介壽路二段181-1號    |      |
| 竹園餐廳       | 八德店       | 國際路47號           |      |
| 隆興平價海產   |              | 國際路一段88號       |      |
| 大荷餐廳       |              | 桃園區國際一路123號  |      |
| 星巴克         | 八德桃大門市 | 金和路35號           |      |
| 熱烈一番亭拉麵 | 桃園八德店   | 金和路23號           |      |
| 陶板屋         | 八德大和店   | 金和路27號           |      |